# Discografia dei Daft Punk
La discografia dei Daft Punk, gruppo musicale dance francese attivo tra il 1993 e il 2021, si compone di quattro album in studio, quattro di remix, due dal vivo, una raccolta e oltre venti singoli.

## Album

### Album in studio
| Anno                                                                                               | Titolo | Classifiche | Classifiche | Classifiche | Classifiche | Classifiche | Classifiche | Classifiche | Classifiche | Classifiche | Classifiche | Vendite                           | Certificazioni                                                                                                |
| Anno                                                                                               | Titolo | FRA         | AUS         | BEL (FL)    | BEL (WA)    | CAN         | GER         | SWI         | UK          | USA         | USA Dance   | Vendite                           | Certificazioni                                                                                                |
| -------------------------------------------------------------------------------------------------- | --- | ----------- | ----------- | ----------- | ----------- | ----------- | ----------- | ----------- | ----------- | ----------- | ----------- | --------------------------------- | --- |
| 1997                                                                                               | Homework - Pubblicato: 20 gennaio 1997 - Etichetta: Virgin - Formati: CD, LP, MC, download digitale            | 3           | 37          | 9           | 7           | 15          | 48          | —           | 8           | 150         | —           | - USA: 674 000 - Mondo: 2 000 000 | - BEL: Platino - CAN: Platino (2) - FRA: Oro (2) - UK: Platino - USA: Oro                                     |
| 2001                                                                                               | Discovery - Pubblicato: 9 marzo 2001 - Etichetta: Virgin - Formati: CD, LP, MC, download digitale              | 2           | 7           | 3           | 1           | 2           | 5           | 6           | 2           | 44          | 3           | - FRA: 548.662 - USA: 802.000     | - AUS: Oro - BEL: Oro - CAN: Oro - FRA: Platino (3) - GER: Oro - ITA: Oro - SWI: Oro - UK: Platino - USA: Oro |
| 2005                                                                                               | Human After All - Pubblicato: 14 marzo 2005 - Etichetta: Virgin - Formati: CD, LP, MC, download digitale       | 3           | 36          | 11          | 8           | —           | 38          | 8           | 10          | 98          | 1           | - USA: 127.000                    | - FRA: Oro (2) - UK: Oro                                                                                      |
| 2013                                                                                               | Random Access Memories - Pubblicato: 17 maggio 2013 - Etichetta: Columbia - Formati: CD, LP, download digitale | 1           | 1           | 1           | 1           | 1           | 1           | 1           | 1           | 1           | 1           | - USA: 614.000                    | - AUS: Platino - BEL: Oro - FRA: Diamante - GER: Oro - ITA: Platino (2) - UK: Platino - USA: Platino (2)      |
| "—" indica una pubblicazione che non si è classificata o che non è stata pubblicata in quel Paese. | |             |             |             |             |             |             |             |             |             |             |                                   | |

### Album dal vivo
| Anno                                                                                               | Titolo                                                                                             | Classifiche | Classifiche | Classifiche | Classifiche | Classifiche | Classifiche | Classifiche | Classifiche | Classifiche | Classifiche | Certificazioni                |
| Anno                                                                                               | Titolo                                                                                             | FRA         | AUS         | BEL (FL)    | BEL (WA)    | MEX         | NLD         | SWI         | UK          | USA         | USA Dance   | Certificazioni                |
| -------------------------------------------------------------------------------------------------- | -------------------------------------------------------------------------------------------------- | ----------- | ----------- | ----------- | ----------- | ----------- | ----------- | ----------- | ----------- | ----------- | ----------- | ----------------------------- |
| 2001                                                                                               | Alive 1997 - Pubblicato: 1º ottobre 2001 - Etichetta: Virgin - Format: CD, LP, download digitale   | 25          | —           | —           | —           | —           | —           | —           | —           | —           | —           |                               |
| 2007                                                                                               | Alive 2007 - Pubblicato: 16 novembre 2007 - Etichetta: Virgin - Formati: CD, LP, download digitale | 2           | 14          | 6           | 6           | 25          | 47          | 17          | 86          | 169         | 1           | - AUS: Oro - FRA: Platino (2) |
| "—" indica una pubblicazione che non si è classificata o che non è stata pubblicata in quel Paese. | |             |             |             |             |             |             |             |             |             |             |                               |

### Raccolte
| Anno | Titolo | Classifiche | Classifiche | Classifiche | Classifiche | Classifiche | Classifiche | Classifiche | Classifiche | Certificazioni |
| Anno | Titolo | FRA         | AUS         | BEL (FL)    | BEL (WA)    | GER         | SWI         | UK          | US Dance    | Certificazioni |
| ---- | --- | ----------- | ----------- | ----------- | ----------- | ----------- | ----------- | ----------- | ----------- | -------------- |
| 2006 | Musique Vol. 1 1993-2005 - Pubblicato: 4 aprile 2006 - Etichetta: Virgin - Formati: CD, LP, download digitale | 127         | 47          | 18          | 38          | 90          | 36          | 34          | 6           | - UK: Oro      |

### Album di remix
| Anno                                                                                               | Titolo | Classifiche | Classifiche | Classifiche | Classifiche | Classifiche | Classifiche | Classifiche | Classifiche |
| Anno                                                                                               | Titolo | FRA         | AUS         | BEL (FL)    | BEL (WA)    | CAN         | UK          | USA         | USA Dance   |
| -------------------------------------------------------------------------------------------------- | --- | ----------- | ----------- | ----------- | ----------- | ----------- | ----------- | ----------- | ----------- |
| 2003                                                                                               | Daft Club - Pubblicato: 2 dicembre 2003 - Etichetta: Virgin - Formati: CD, LP, download digitale                      | 130         | —           | —           | —           | —           | —           | —           | 8           |
| 2006                                                                                               | Human After All: Remixes - Pubblicato: 29 marzo 2006 - Etichetta: Toshiba-EMI - Formati: CD                           | —           | —           | —           | —           | —           | —           | —           | —           |
| 2011                                                                                               | Tron: Legacy Reconfigured - Pubblicato: 5 aprile 2011 - Etichetta: Walt Disney - Formati: CD, download digitale       | —           | 64          | 100         | 91          | 24          | 59          | 16          | 1           |
| 2022                                                                                               | Homework (Remixes) - Pubblicato: 22 febbraio 2022 - Etichetta: Warner - Formati: CD, LP, download digitale, streaming | —           | —           | —           | —           | —           | —           | —           | —           |
| "—" indica una pubblicazione che non si è classificata o che non è stata pubblicata in quel Paese. | |             |             |             |             |             |             |             |             |

### Colonne sonore
| Anno | Titolo | Classifiche | Classifiche | Classifiche | Classifiche | Classifiche | Classifiche | Classifiche | Classifiche | Classifiche | Classifiche | Vendite        | Certificazioni                             |
| Anno | Titolo | FRA         | AUS         | BEL (FL)    | BEL (WA)    | CAN         | GER         | SWI         | UK          | USA         | USA Dance   | Vendite        | Certificazioni                             |
| ---- | --- | ----------- | ----------- | ----------- | ----------- | ----------- | ----------- | ----------- | ----------- | ----------- | ----------- | -------------- | ------------------------------------------ |
| 2010 | Tron: Legacy (Original Motion Picture Soundtrack) - Pubblicato: 7 dicembre 2010 - Etichetta: Walt Disney - Formati: CD, LP, download digitale | 25          | 17          | 20          | 14          | 17          | 17          | 21          | 39          | 4           | 1           | - USA: 588.000 | - AUS: Oro - FRA: Oro - UK: Oro - USA: Oro |

## Singoli
| Anno                                                                                               | Titolo                                         | Classifiche | Classifiche | Classifiche | Classifiche | Classifiche | Classifiche | Classifiche | Classifiche | Classifiche | Classifiche | Classifiche | Certificazioni | Album di provenienza                              |
| Anno                                                                                               | Titolo                                         | FRA         | AUS         | BEL (FL)    | BEL (WA)    | FIN         | GER         | SWE         | SWI         | UK          | USA         | USA Dance   | Certificazioni | Album di provenienza                              |
| -------------------------------------------------------------------------------------------------- | ---------------------------------------------- | ----------- | ----------- | ----------- | ----------- | ----------- | ----------- | ----------- | ----------- | ----------- | ----------- | ----------- | --- | ------------------------------------------------- |
| 1994                                                                                               | The New Wave                                   | —           | —           | —           | —           | —           | —           | —           | —           | —           | —           | —           | | /                                                 |
| 1995                                                                                               | Da Funk                                        | 7           | 31          | 20          | 9           | —           | 16          | —           | —           | 7           | 108         | 1           | - FRA: Oro | Homework                                          |
| 1997                                                                                               | Around the World                               | 5           | 11          | 15          | 4           | 9           | 16          | —           | 14          | 5           | 61          | 1           | - AUS: Oro - FRA: Oro - UK: Platino                                                                                          | Homework                                          |
| 1997                                                                                               | Burnin'                                        | 29          | —           | 56          | 38          | 20          | —           | —           | —           | 30          | —           | —           | | Homework                                          |
| 1998                                                                                               | Revolution 909                                 | 50          | —           | 50          | —           | —           | —           | —           | —           | 47          | —           | 12          | | Homework                                          |
| 2000                                                                                               | One More Time                                  | 1           | 10          | 6           | 7           | 8           | 7           | —           | 6           | 2           | 61          | 1           | - AUS: Oro - BEL: Oro - GER: Oro - ITA: Platino - SWI: Oro - UK: Argento                                                     | Discovery                                         |
| 2001                                                                                               | Aerodynamic                                    | 34          | 67          | 42          | 24          | 19          | —           | —           | 46          | 110         | —           | —           | | Discovery                                         |
| 2001                                                                                               | Digital Love                                   | 33          | 67          | 52          | 38          | —           | 85          | —           | 60          | 14          | —           | 9           | | Discovery                                         |
| 2001                                                                                               | Harder, Better, Faster, Stronger               | 17          | —           | 58          | 38          | —           | —           | —           | 70          | 25          | —           | 3           | - UK: Platino | Discovery                                         |
| 2003                                                                                               | Something About Us                             | 93          | —           | —           | —           | —           | —           | —           | —           | 138         | —           | —           | | Discovery                                         |
| 2005                                                                                               | Robot Rock                                     | 79          | —           | 62          | 56          | 12          | 100         | —           | —           | 32          | —           | 15          | | Human After All                                   |
| 2005                                                                                               | Technologic                                    | —           | 64          | —           | 65          | —           | 82          | —           | 63          | 40          | 116         | 10          | | Human After All                                   |
| 2005                                                                                               | Human After All                                | 93          | —           | —           | —           | —           | —           | —           | —           | —           | —           | —           | | Human After All                                   |
| 2006                                                                                               | The Prime Time of Your Life                    | —           | —           | —           | —           | —           | —           | —           | —           | —           | —           | —           | | Human After All                                   |
| 2007                                                                                               | Harder Better Faster Stronger (Alive 2007)     | 19          | 43          | 16          | 17          | —           | —           | —           | 50          | —           | —           | —           | | Alive 2007                                        |
| 2010                                                                                               | Derezzed                                       | 81          | 92          | 79          | 68          | —           | —           | —           | —           | 158         | 103         | —           | - USA: Oro | Tron: Legacy (Original Motion Picture Soundtrack) |
| 2013                                                                                               | Get Lucky (con Pharrell Williams)              | 1           | 1           | 1           | 1           | 2           | 2           | —           | 1           | 1           | 2           | 1           | - AUS: Platino (4) - BEL: Platino - FRA: Diamante - GER: Platino - ITA: Platino (4) - UK: Platino (5) - USA: Platino (8)     | Random Access Memories                            |
| 2013                                                                                               | Lose Yourself to Dance (con Pharrell Williams) | 31          | —           | 32          | 38          | —           | —           | 42          | 59          | 49          | 103         | 1           | - ITA: Oro - USA: Platino | Random Access Memories                            |
| 2013                                                                                               | Doin' It Right (con Panda Bear)                | 63          | —           | —           | —           | —           | —           | —           | —           | 193         | 111         | —           | - USA: Oro | Random Access Memories                            |
| 2013                                                                                               | Instant Crush (con Julian Casablancas)         | 6           | —           | 33          | 10          | —           | —           | 37          | 41          | 198         | 116         | —           | - FRA: Oro - ITA: Oro - UK: Argento - USA: Platino                                                                           | Random Access Memories                            |
| 2014                                                                                               | Give Life Back to Music                        | 23          | —           | 52          | 62          | —           | —           | 35          | 58          | 164         | 113         | —           | | Random Access Memories                            |
| 2016                                                                                               | Starboy (The Weeknd ft. Daft Punk)             | 1           | 2           | 2           | —           | 3           | 3           | 1           | 2           | 2           | 1           | 2           | - AUS: Platino (4) - BEL: Platino (2) - FRA: Diamante - GER: Oro (3) - ITA: Platino (3) - UK: Platino (2) - USA: Platino (6) | Starboy                                           |
| 2016                                                                                               | I Feel It Coming (The Weeknd ft. Daft Punk)    | 1           | 7           | 6           | —           | 11          | 29          | 3           | 7           | 9           | 4           | 12          | - AUS: Platino (3) - BEL: Platino - FRA: Diamante - GER: Platino - ITA: Platino (3) - UK: Platino - USA: 3x Platino          | Starboy                                           |
| "—" indica una pubblicazione che non si è classificata o che non è stata pubblicata in quel Paese. |                                                |             |             |             |             |             |             |             |             |             |             |             | |                                                   |

## Altri brani entrati in classifica
| Anno | Titolo                                                                                             | Classifiche | Classifiche | Classifiche | Classifiche | Classifiche | Album di provenienza   |
| Anno | Titolo                                                                                             | FRA         | SWE         | SWI         | UK          | USA Dance   | Album di provenienza   |
| ---- | -------------------------------------------------------------------------------------------------- | ----------- | ----------- | ----------- | ----------- | ----------- | ---------------------- |
| 2003 | Face to Face                                                                                       | —           | —           | —           | —           | 1           | Discovery              |
| 2007 | Around the World/Harder, Better, Faster, Stronger (Alive 2007)                                     | —           | —           | 47          | 179         | —           | Alive 2007             |
| 2013 | Giorgio by Moroder                                                                                 | 54          | 57          | —           | —           | —           | Random Access Memories |
| 2013 | Within                                                                                             | 109         | —           | —           | —           | —           | Random Access Memories |
| 2013 | Touch (feat. Paul Williams)                                                                        | 171         | —           | —           | —           | —           | Random Access Memories |
| 2013 | Beyond                                                                                             | 115         | —           | —           | —           | —           | Random Access Memories |
| 2013 | Fragments of Time (feat. Todd Edwards)                                                             | 100         | —           | —           | —           | —           | Random Access Memories |
| 2013 | Contact                                                                                            | 46          | —           | —           | —           | —           | Random Access Memories |
| 2013 | "—" indica una pubblicazione che non si è classificata o che non è stata pubblicata in quel Paese. |             |             |             |             |             |                        |

### Produzioni e remix
| Anno | Titolo                                | Artista/i                            | Album di provenienza |
| ---- | ------------------------------------- | ------------------------------------ | -------------------- |
| 1995 | M18                                   | Manu le Malin                        | Memory               |
| 1995 | ß Wax                                 | DJ Kevin                             | Two Years Together   |
| 1995 | Get Funky Get Down (Remix)            | The Micronauts                       | /                    |
| 1995 | Life Is Sweet (Remix)                 | The Chemical Brothers                | /                    |
| 1996 | Disco Cubizm (Remix)                  | I:Cube                               | /                    |
| 1996 | Forget About the World (Remix)        | Gabrielle                            | /                    |
| 1996 | Chord Memory (Daft Punk Remix)        | Ian Pooley                           | /                    |
| 1998 | Mothership Reconnection (Remix)       | Scott Groovee, Parliament-Funkadelic | /                    |
| 2003 | So Nasty                              | RZA, Beretta 9                       | Wu-Brethren          |
| 2004 | Take Me Out (Daft Punk Remix)         | Franz Ferdinand                      | /                    |
| 2006 | HeartBreaker                          | Teriyaki Boyz                        | Beef or Chicken      |
| 2007 | Stronger                              | Kanye West                           | Graduation           |
| 2010 | Hypnotize U                           | N.E.R.D                              | Nothing              |
| 2010 | Computerized                          | Jay-Z                                | /                    |
| 2013 | I Gotta Try You Girl (Daft Punk Edit) | Junior Kimbrough                     | /                    |
| 2013 | On Sight                              | Kanye West                           | Yeezus               |
| 2013 | Black Skinhead                        | Kanye West                           | Yeezus               |
| 2013 | I Am a God                            | Kanye West                           | Yeezus               |
| 2013 | Send It Up                            | Kanye West                           | Yeezus               |
| 2014 | Gust of Wind                          | Pharrell Williams                    | Girl                 |
| 2017 | Overnight                             | Parcels                              | /                    |

## Videografia

### Album video
| Anno | Titolo | Certificazioni     |
| ---- | --- | ------------------ |
| 1999 | D.A.F.T.: A Story About Dogs, Androids, Firemen and Tomatoes - Pubblicato: 15 novembre 1999 - Formati: DVD, VHS |                    |
| 2003 | Interstella 5555 - Pubblicato: 28 maggio 2003 - Formati: DVD, BD                                                | - FRA: Platino (3) |

### Video musicali
| Anno | Titolo                                        | Regista/i                                      |
| ---- | --------------------------------------------- | ---------------------------------------------- |
| 1996 | Da Funk                                       | Spike Jonze                                    |
| 1997 | Around the World                              | Michel Gondry                                  |
| 1997 | Burnin'                                       | Seb Janiak                                     |
| 1998 | Revolution 909                                | Roman Coppola                                  |
| 1999 | Fresh                                         | Daft Punk                                      |
| 2001 | One More Time                                 | Kazuhisa Takenouchi                            |
| 2001 | Aerodynamic                                   | Kazuhisa Takenouchi                            |
| 2001 | Digital Love                                  | Kazuhisa Takenouchi                            |
| 2001 | Harder, Better, Faster, Stronger              | Kazuhisa Takenouchi                            |
| 2003 | Something About Us                            | Kazuhisa Takenouchi                            |
| 2004 | Face to Face                                  | Kazuhisa Takenouchi                            |
| 2005 | Robot Rock                                    | Daft Punk                                      |
| 2005 | Technologic                                   | Daft Punk                                      |
| 2006 | The Prime Time of Your Life                   | Tony Gardner                                   |
| 2006 | Robot Rock (Maximum Overdrive)                | Daft Punk, Cédric Hervet                       |
| 2007 | Harder, Better, Faster, Stronger (Alive 2007) | Olivier Gondry                                 |
| 2010 | Derezzed                                      | Warren Fu                                      |
| 2013 | Lose Yourself to Dance                        | Daft Punk, Warren Fu, Paul Hahn, Cédric Hervet |
| 2013 | Instant Crush                                 | Warren Fu                                      |